# NGC 497
NGC 497 là một thiên hà xoắn ốc có thanh chắn cách Trái Đất khoảng 336 triệu năm ánh sáng, nằm trong chòm sao Kình Ngư. Nó được phát hiện bởi nhà thiên văn học người Pháp Édouard Stephan vào ngày 6 tháng 11 năm 1882.
NGC 497 đã được Halton Arp chụp ảnh và đưa vào Atlas các thiên hà kỳ lạ của ông với tên gọi Arp 8, thuộc loại thiên hà 'phân nhánh'.

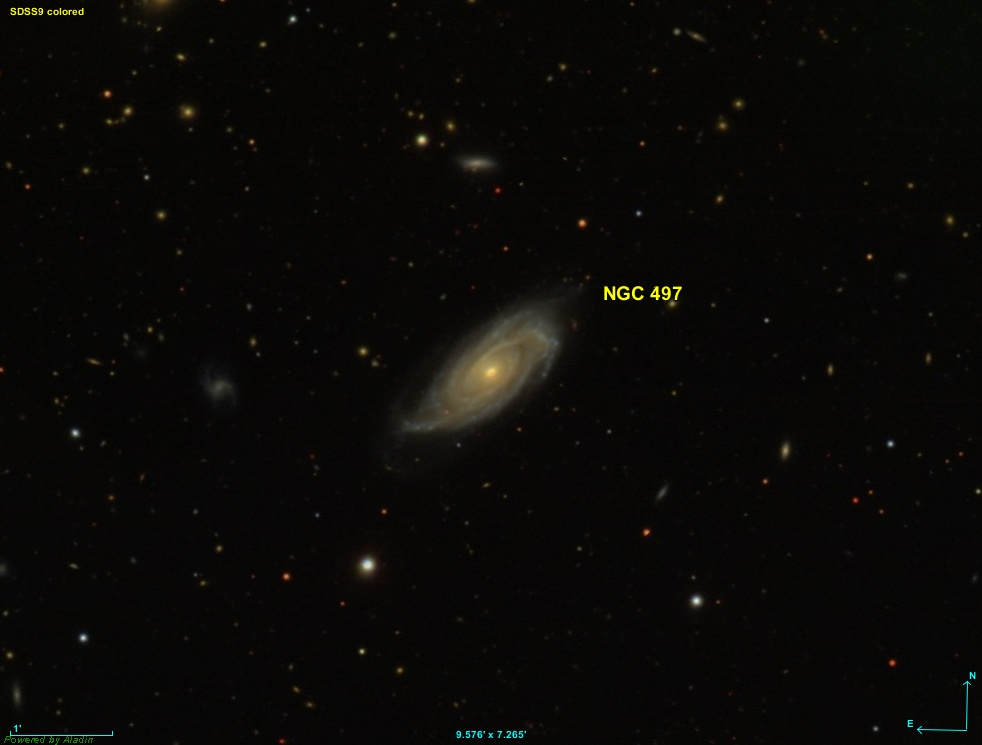
NGC 497 (SDSS)